# SAIPA

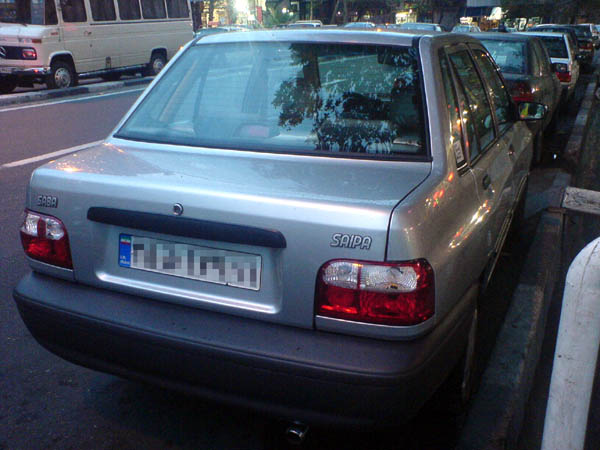
SAIPA Nasim

SAIPA (skrót od Société Anonyme Iranienne de Production Automobile) – irański producent samochodów.
Założona w 1966 roku SAIPA montowała Citroëna Dyane oraz produkowała na licencji: Renault 5, Renault 21 i Kia Pride. Pride produkowano do roku 2005, kiedy to zaprezentowano rozwinięcie modelu, 141. Przedsiębiorstwo wciąż jednak sprzedawało własne wersje Kia Pride, tyle że pod nazwą Saba i Nasim. Od roku 2000 przedsiębiorstwo kontynuuje, zakończoną w Europie, produkcję samochodu Citroën Xantia. W 2009 roku Dacii Logan sedan pod nazwą Saipa Logan. Model został lekko zmodernizowany. Rozpoczęła się już produkcja próbnych egzemplarzy.
Również w 2000 SAIPA zaprezentowała model Caravan 701 zaprojektowany w całości przez irańskich projektantów. W tym samym roku przedsiębiorstwo wykupiło 51% konkurencyjnego Pars Khodro.

## Produkowane pojazdy marki SAIPA
- SAIPA 123
- SAIPA 141 liftback
- SAIPA Caravan 701
- SAIPA Miniature
- SAIPA Nasim
- SAIPA Pride
- SAIPA Saba
- SAIPA Kia Rio
- SAIPA Citroën Xantia
- SAIPA Logan do 2008 jako Iran Khodro Renault Tondar 90